# 헨리 제임스
헨리 제임스(Henry James, 1843년 4월 15일~1916년 2월 28일)는 미국에서 태어난 소설가이다. 미국 뉴욕에서 출생하였으나 1915년 영국으로 귀화하였다. 근대 사실주의 문학의 지도자이며, 이상한 환경·처지와 그러한 관련 밑에 놓인 일반인의 심리를 다루는 데 뛰어났다.

## 생애
헨리 제임스는 1843년 미국 뉴욕에서 태어났다. 아버지는 종교 철학인 헨리 제임스 (신학자),  어머니는 메리 제임스이다. 연연생이자 장남인 형은 철학자로 유명한 윌리엄 제임스이다. 제임스 집안은 아일랜드와 스코틀랜드 이주자의 집안으로 아일랜드 이민자였다. 헨리의 할아버지는 사업에 성공하여 일대에서 부를 쌓아 올렸으며, 매우 부유한 가족이었다. 아버지는 독특한 교육관을 가져서 아들들과 함께 몇 번이나 유럽 여행을 하여 견문을 쌓게 했다. 이미 헨리가 생후 6개월 때 형과 함께 영국과 파리를 몇 달 동안 여행을 경험하였다. 이 기회뿐만 아니라 어릴 때부터 몇번이나 유럽(영국, 프랑스, 이탈리아 등)과 뉴욕을 오가며 생애 전체에서 유럽에 머문 시기가 더 길다. 이때부터 각 국의 문학에 친숙해져서, 19세에 하버드 대학에 진학하지만, 일년만에 중퇴하고, 이후 보스턴 근교의 케임브리지에 살았다.
1865년에 단편 소설 《어느 해 이야기》(The story of a Year)을 집필하였고, 1871년에 장편소설 《후견인과 피후견인》을 발표하였다. 1875년에 첫 출판작인 《열정의 순례》를 출판하였다. 1876년에 런던에 거주하면서, 이후 사망 할 때까지 40년 가까이 활동하게 될 거점을 런던으로 옮긴다. 유럽에 근거지를 옮긴 후에도 파리와 이탈리아에 여러 번 방문했으며, 1877년에 《미국인》을 출판한다. 유럽적인 시각과 미국인으로서의 관점을 겸비한 뛰어난 평론, 소설을 여러 편 발표한다. 1878년에는 대표작 중 하나인 《데이지 밀러》를 발표한다. 1879년에는 《An International Episode》를 발표, 일약 유명 소설가가 되었다. 1881년에는 장편 《귀부인의 초상》(The Portrait of a Lady)을 발표, 대표작이 되었다. 또한 친분도 넓혀 기 드 모파상, 귀스타브 플로베르, 에밀 졸라, 알퐁스 도데, 이반 투르게네프, 앨프리드 테니슨, 조지 엘리엇 등과 교류를 가졌다. 1889년부터 극작에 몰두하게 되는데, 실패로 끝났다.
1898년에 라이 램 하우스에 이주하여 정착한다. 이 해에 《나사의 회전》을 발표하였고, 이때부터 심리주의적 작풍이 많아진다. 1902년에 《비둘기 날개》, 1903년에 《사자들》, 1904년에 《황금 술잔》을 각각 발표하였으며, 이 작품들은 후기를 대표하는 장편 소설이 된다. 1905년에 20년만에 고국인 미국에 귀국하여 "뉴욕 판"이라고 일컬어지는 자신의 전집 《헨리 제임스 전집》의 간행에 착수하였다. 1907년부터 시작된 이 작업은 사후의 1917년에 완결되었다.
만년에는 건강이 쇠약해 졌으며, 1915년에 미국이 제1차 세계대전에 참전하지 않는데 분개하여, 같은 해 7월 26일에 영국에 귀화하였고, 같은 해 말에 뇌졸중과 폐렴을 앓아 중태에 빠진다. 1916년 1월 영국 정부로부터 국가공로훈장 오더 오브 메리트를 받았지만, 한 달 뒤 2월 28일에 72세의 일기로 세상을 떠났다. 사후 조국 미국 보스턴 교외 케임브리지 제임스 일가의 무덤에 묻혔다.

## 대표작
대표작으로 다음과 같은 것들이 있다.

### 장편 소설
| - 《주야간 경비대》 Watch and Ward (1871) - 《로데릭 허드슨》 Roderick Hudson (1875) - 《미국인》 The American (1877) - 《유럽인》 The Europeans (1878) - 《자신감》 Confidence (1879) - 《워싱턴 광장》 Washington Square (1880) - 《귀부인의 초상》 The Portrait of a Lady (1881) - 《보스턴 사람》The Bostonians (1886) - 《카사마시마 공작부인》 The Princess Casamassima (1886) - 《반향》 The Reverberator (1888) - 《비극의 뮤즈》 The Tragic Muse (1890) - 《다른 집》 The Other House (1896) | - 《포인턴 가의 전리품》 The Spoils of Poynton (1897) - 《메이지가 아는 것》 What Maisie Knew (1897) - 《사춘기》 The Awkward Age (1899) - 《성천》 The Sacred Fount (1901) - 《비둘기 날개》 The Wings of the Dove (1902) - 《사자들》 The Ambassadors (1903) - 《황금잔》 The Golden Bowl (1904) - 《전가족》 The Whole Family (11인 공동저작, 1908) - 《절규》The Outcry (1911) - 《상아탑》 The Ivory Tower (미완, 1917 유고작) - 《추억》 The Sense of the Past (미완, 1917 유고작) |

### 단편 소설
- 《실수의 비극》 A Tragedy of Error (1864)
- 《어느 헌 옷가지에 얽힌 로맨스》 The Romance of Certain Old Clothes (1868)
- 《미래의 마돈나》The Madonna of the Future (1873)
- 《모브 부인》Madame de Mauves (1874)
- 《데이지 밀러》 Daisy Miller (1878)
- 《벨트라피오의 저자》 The Author of Beltraffio (1884)
- 《애스펀 문서》 The Aspern Papers (1890)
- 《브룩스미스》 Brooksmith (1891)
- 《진짜》The Real Thing (1892)
- 《중년기》The Middle Years (1893)
- 《죽은 이를 위한 제단》The Altar of the Dead (1895)
- 《융단 속의 무늬》The Figure in the Carpet (1896)
- 《나사의 회전 (소설)》The Turn of the Screw (1898)
- 《정글 속 야수》The Beast in the Jungle (1903)

### 자서전
- A Small Boy and Others: A Critical Edition edited by Peter Collister (2011).

### 영화화된 작품
- 《사랑아 나는 통곡한다》 (The Heiress, 1949년, 미국)
- 《공포의 대저택》 (The Innocents, 1961년, 영국)
- 《악몽의 별장》 (The Nightcomers, 1971년, 영국)
- 《데이지 밀러》 (Daisy Miller, 1974년, 미국)
- 《녹색 방》 (La Chambre verte, 1978년, 프랑스)
- 《유럽인》 (The Europeans, 1979년, 영국)
- 《보스톤 사람들》 (The Bostonians, 1984년, 영국, 미국)
- 《여인의 초상》 (The Portrait of a Lady, 1996년, 미국)
- 《도브》 (The Wings of the Dove, 1997년, 미국)
- 《워싱턴 스퀘어》 (Washington Square, 1997년, 미국)
- 《러브 템테이션》 (The Golden Bowl, 2000년, 미국, 영국, 프랑스)
- (In a Dark Place, 2006년, 영국, 룩셈부르크)